# 張南陽
张南阳，（1517年之前—1596年之後），字山人，松江府上海縣人，是明朝的一位假山匠师。他曾幫潘允端建造豫园中的假山、幫陳所蘊建造日涉園以及幫王世貞建造弇山园。